# Ermita hospedería de San Pablo
La ermita hospedería de San Pablo se sitúa en el término municipal de Albocácer (Provincia de Castellón, España), a unos 3 km de la villa, en el cruce de las carreteras de Torre de Embesora y de Villafranca del Cid. Se trata de una edificación de estilos medieval y barroco construida entre los siglos XVI y XVII, que amplió sus estancias en el siglo XVIII.
La construcción de la ermita empezó en 1617. Es de una sola nave rectangular, de tres tramos sin capillas ni crucero, con interesante coro alto a los pies. Impacta por su sentido de la movilidad y su impresionismo, llevándonos a admirar una obra de arte que refleja el modo de vida y las preocupaciones de la población que habitó estas tierras hace miles de años. 
A finales del siglo XVI, junto a la primitiva ermita, comenzó a levantarse la hospedería ampliada en el siglo XVIII por dos alas porticadas a los lados. La hospedería se articula alrededor de un patio central porticado (con salida al prado por portada de medio punto), con destacado alero trabajado en piedra, y desde el cual se accede tanto al templo como a la cocina, chimenea y antiguas cuadras. Por escalera en piedra de tradición gótico-valenciana se alcanzan las dependencias superiores, bien trabajadas en piedra labrada y techumbres de madera, donde se halla la sala de reuniones, decorada con pinturas murales monocromas del primer tercio del siglo XVII, que desarrollan escenas de la vida de San Pablo y otros temas complementarios y alegóricos.

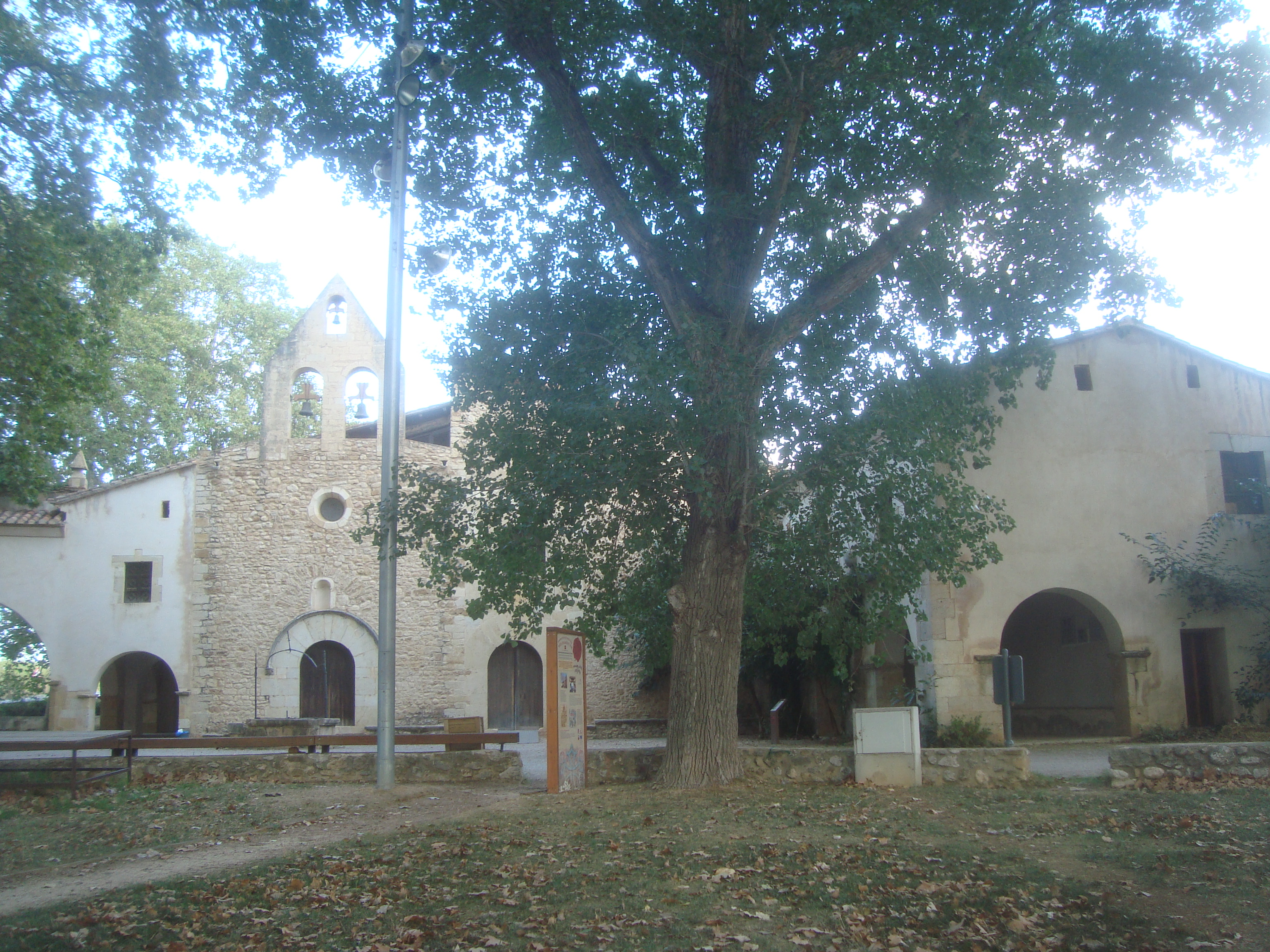
Ermita hospedería de San Pablo Apóstol (Albocàsser).

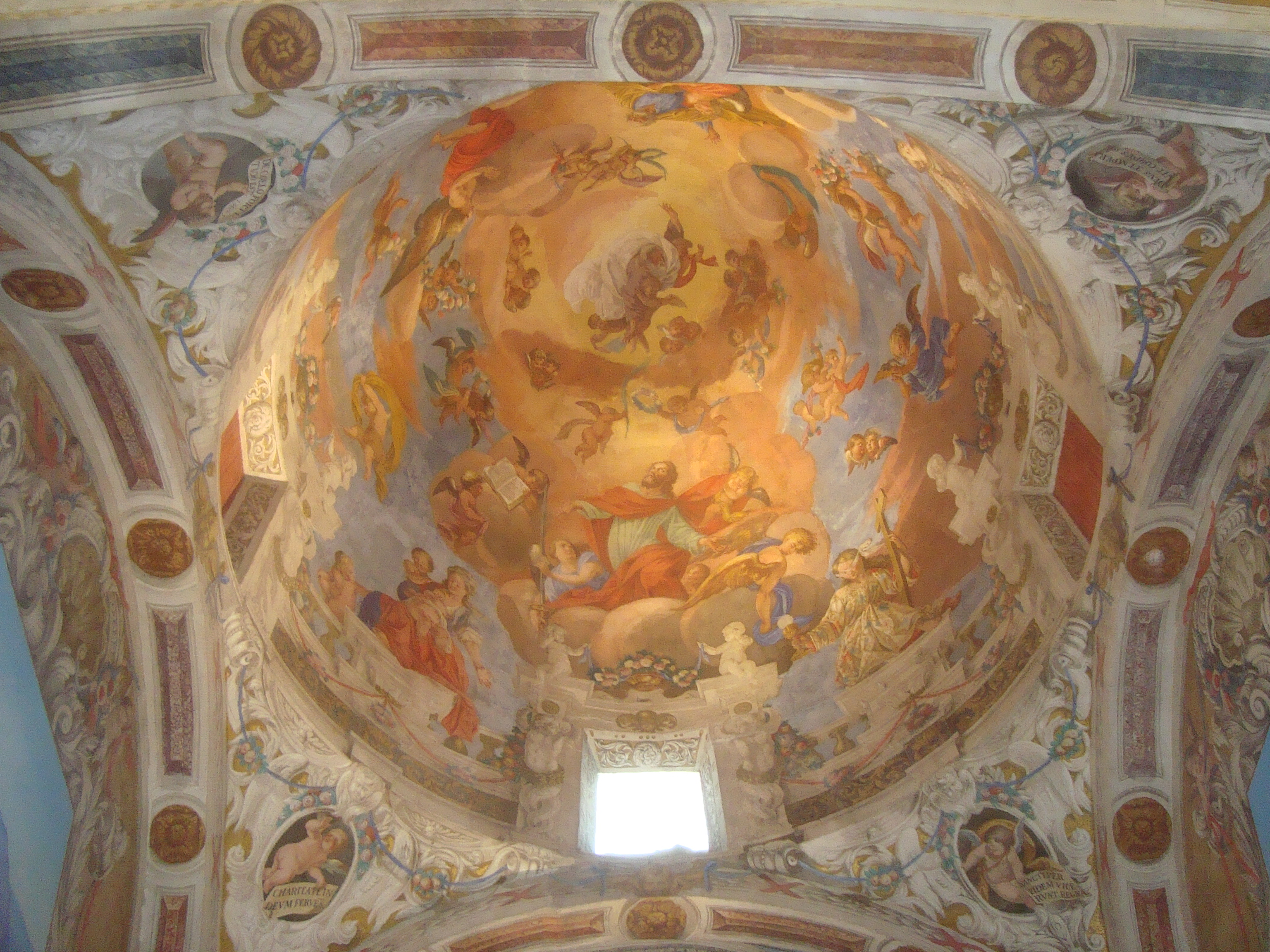
Cúpula de la Ermita de Sant Pau. Obra de pintura al fresco firmada por Vicente Guilló en 1690.

## Referencias

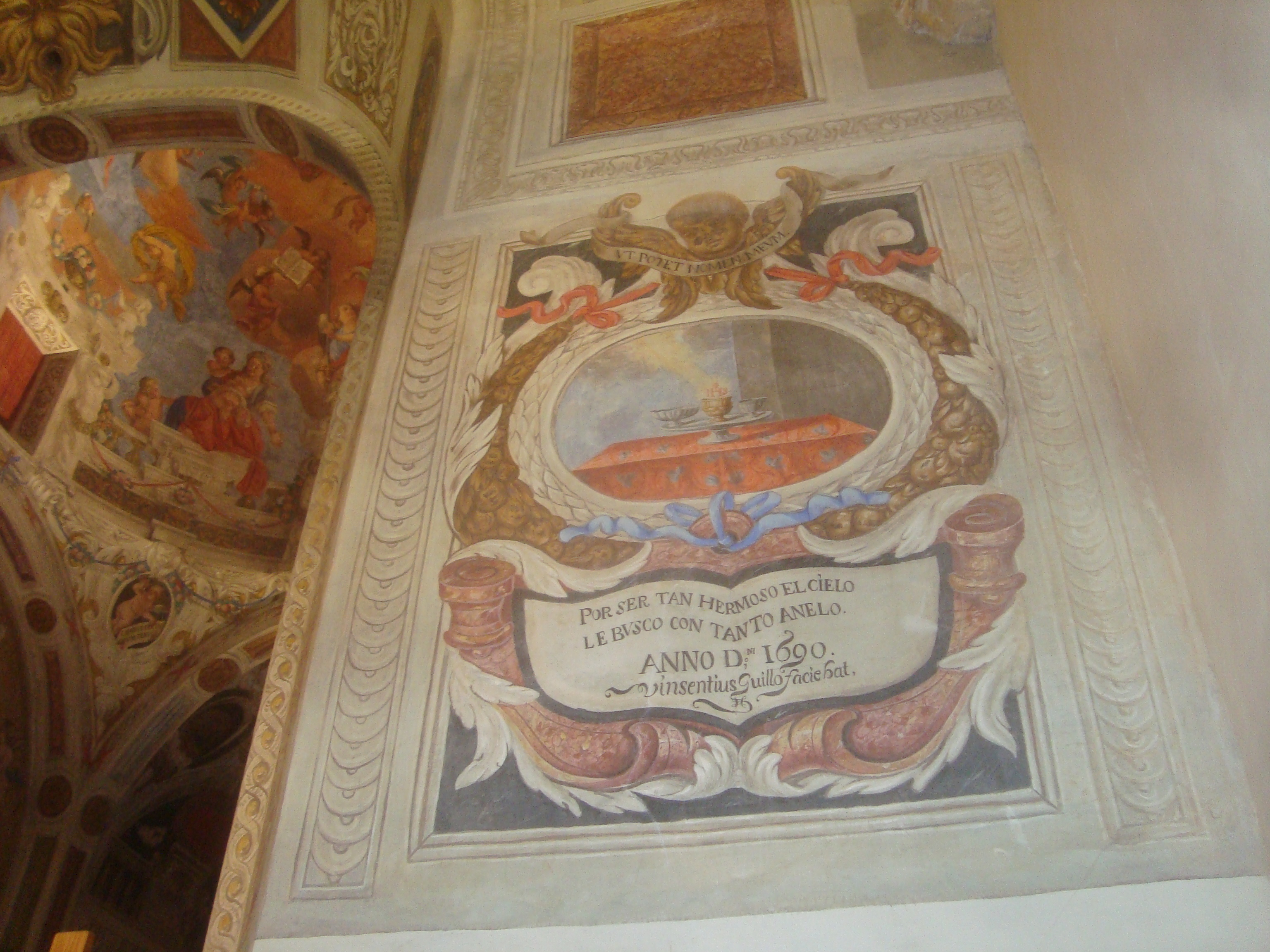
Ermita de Sant Pau. Obra de pintura al fresco firmada por Vicente Guilló (1647-1698).

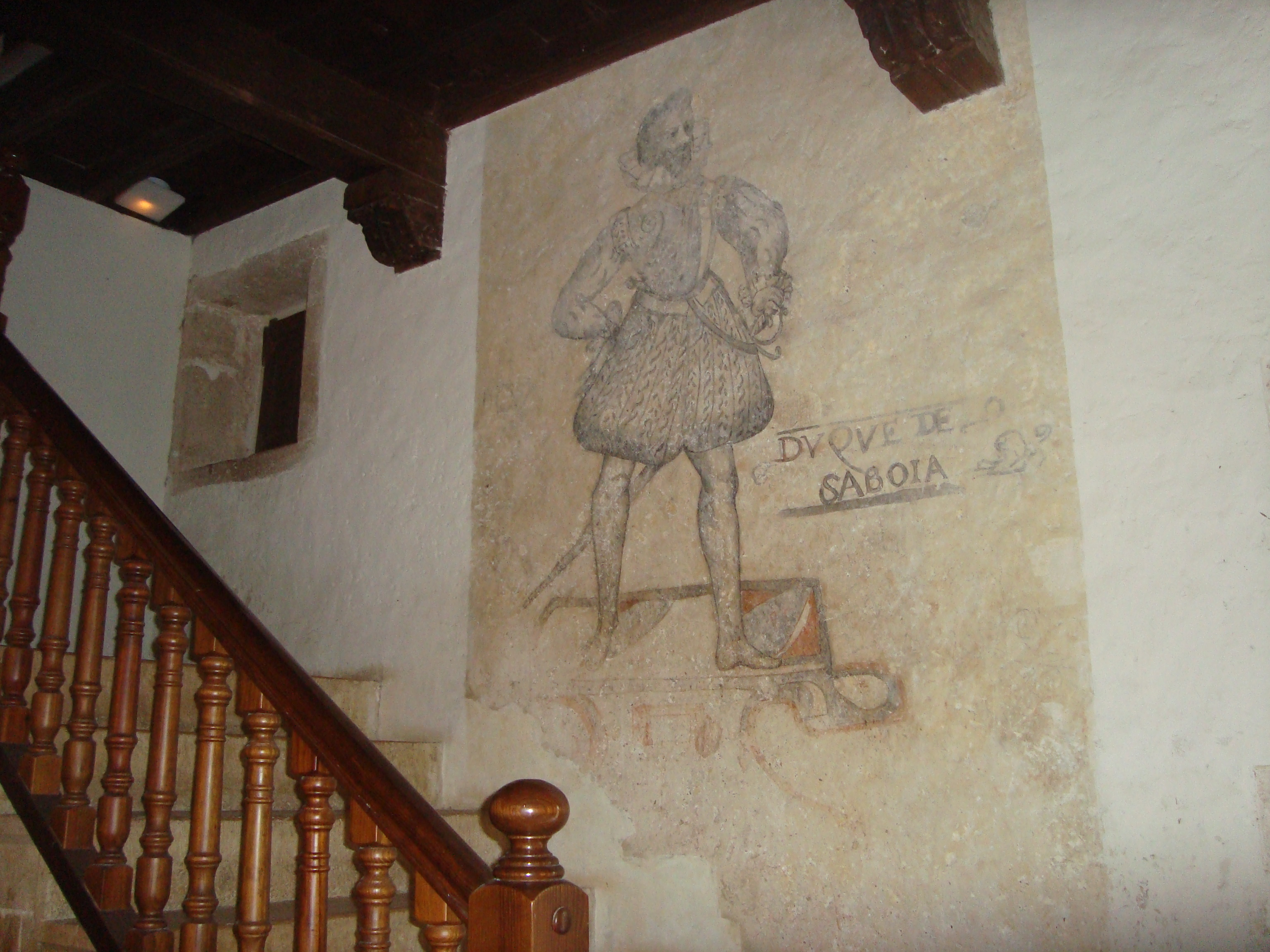
Grisalla mural, Duque de Saboya.